# الهجر (الحيمة الداخلية)

تعديل مصدري - تعديل

الهجر هي إحدى قرى عزلة الأحبوب بمديرية الحيمة الداخلية التابعة لمحافظة صنعاء، بلغ تعداد سكانها 74 نسمة حسب تعداد اليمن لعام 2004.